# Helma Kuhn-Theis

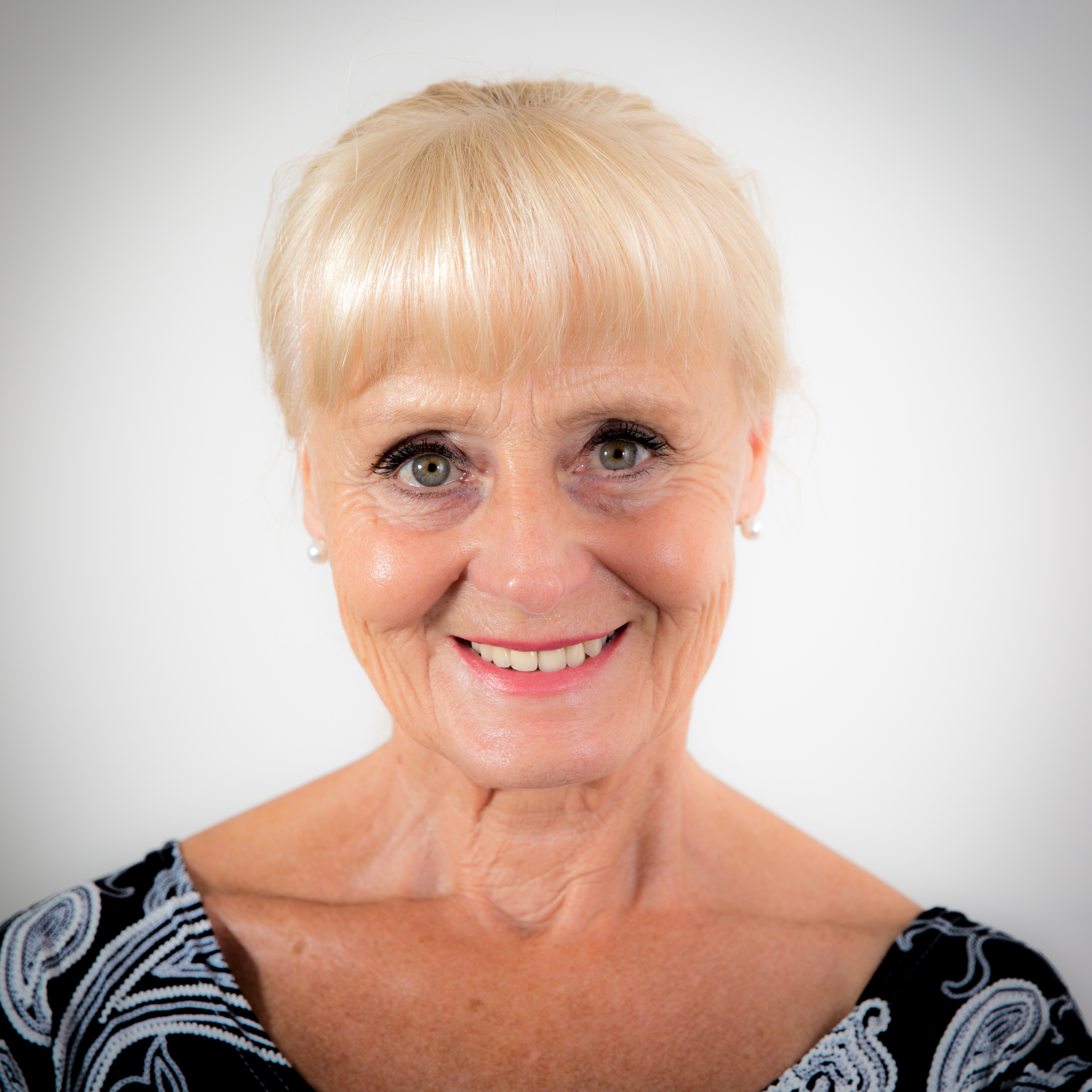
Helma Kuhn-Theis (2017)

Helma Kuhn-Theis (* 24. Januar 1953 in Thailen) ist eine deutsche Politikerin (CDU). Sie war von 1994 bis 2012 und von 2017 bis 2022 Abgeordnete im Landtag des Saarlandes.

## Leben und Wirken
Nach ihrem Abitur absolvierte Kuhn-Theis ein Lehramtsstudium in den Fächern Germanistik und Sport für Realschule an der Universität des Saarlandes. Das anschließende Referendariat absolvierte sie in St. Wendel und danach wurde sie Lehrerin an der Kreisrealschule Theley und der Sekundarschule Wadern.
Kuhn-Theis ist verheiratet und hat eine Tochter.
Kuhn-Theis ist seit 1974 Mitglied der CDU Thailen. Seit 1989 ist die Mitglied im Gemeinderat Weiskirchen. Seit 1991 ist sie Mitglied im CDU Landesvorstand und von 1998 bis 2011 war sie Vorsitzende des CDU-Gemeindeverbandes Weiskirchen. Den CDU-Kreisverband Merzig-Wadern führt sie als Vorsitzende seit 2011, zuvor war sie bereits seit 1993 stellvertretende Vorsitzende neben ihrem Vorgänger Jürgen Schreier.
Mitglied des Landtages wurde Kuhn-Theis 1994, ein Jahr später 1999 wurde sie Mitglied im Ortsrat Thailen und zur Ortsvorsteherin von Thailen gewählt. Seit 2002 hat sie das Amt der 1. Beigeordneten der Gemeinde Weiskirchen inne. Sie war von 2002 bis 2012 Mitglied im Ausschuss der Regionen und Mitglied im Interregionalen Parlamentarierrat. Von 2004 bis 2012 war sie stellvertretende Fraktionsvorsitzende der CDU-Landtagsfraktion im Landtag des Saarlandes.  Im Mai 2012 wurde die Position der Bevollmächtigten für Europaangelegenheiten des Saarlandes neu geschaffen und mit Kuhn-Theis besetzt; ihr Landtagsmandat legte sie mit Amtsantritt nieder. Für sie rückte Stefan Palm in die CDU-Fraktion nach. Sie wurde am 28. Januar 2014 zur Spitzenkandidatin der CDU Saar für die kommende Europawahl gewählt, verfehlte jedoch schließlich den Einzug ins Europaparlament. Bei der Landtagswahl 2017 wurde sie erneut in den Landtag gewählt. Bei der Landtagswahl 2022 trat sie nicht mehr an.
Zusätzlich ist Kuhn-Theis Vorsitzende der Initiative Jugend und Zukunft e. V., Thailen, stellvertretende Vorsitzende vom Kneipp-Bund Saarland und Mitglied im Präsidium des Landessportverbandes.